# Geitocochylis
Geitocochylis es un género de polillas tortrícidas categorizado en la tribu Cochylini, de la subfamilia Tortricinae. Fue descrito por Józef Razowski en 1984.

## Especies
- Geitocochylis gustatoria Razowski, 1984
- Geitocochylis gyrantrum Razowski, 1984
- Geitocochylis paromala Razowski, 1984
- Geitocochylis tarphionima Razowski, 1984